# Taiwanofungus
Taiwanofungus is een geslacht van schimmels uit de orde Polyporales. De typesoort is Taiwanofungus camphoratus.

## soorten
Volgens Index Fungorum telt het geslacht twee soorten (peilddatum januari 2022):
| Soortnaam                 | Auteur(s)                                                         | Publicatiejaar |
| ------------------------- | ----------------------------------------------------------------- | -------------- |
| Taiwanofungus camphoratus | (M. Zang & C.H. Su) Sheng H. Wu, Z.H. Yu, Y.C. Dai & C.H. Su      | 2004           |
| Taiwanofungus salmoneus   | (T.T. Chang & W.N. Chou) Sheng H. Wu, Z.H. Yu, Y.C. Dai & C.H. Su | 2012           |